# Aksel Sørensen (Askov Skolesløjd)
 Der er flere personer med dette navn, se Aksel  Sørensen.
Aksel Sørensen (31. oktober 1910–1989)), sløjdlærer på Ribe Statsseminarium og Askov Sløjdlærerskole.
- 1931 lærereksamen fra Vordingborg Seminarium
- 1932 faglærereksamen i tegning
- 1933 Sløjdlærereksamen fra Askov Sløjdlærerskole
- 1952 sløjdlærer på Ribe Statsseminarium
- 1942–1964 kursusleder på Askov Sløjdlærerskole om sommeren
- 1953–1965 formand for Sløjdforeningen af 1902 (Askov-sløjdens forening), bestyrelsesmedlem fra 1946
- 1953–1983 bestyrelsesformand for Askov Sløjdlærerskole, hhv. Sløjdhøjskolen i Esbjerg

Aksel Sørensen indførte Ramatør-trædrejebænken (indledningsvis kaldet Askov-bænken) udviklet i samarbejde mellem Svend Rasmussen, Rudkøbing og Ejgil Henriksen, Askov drejerforretning, der har haft stor udbredelse i skoler. Han har skrevet utallige artikler til »Sløjdbladet«, der var organ for Askov-sløjdens forening, Sløjdforeningen af 1902, indtil 1978.
Aksel Sørensen var medvirkende ved dannelsen af Sløjdlærernes Fællesrepræsentation i 1953, og han har siddet i seminarieudvalget vedrørende sløjd. 
Han var også medvirkende ved sløjdskolens flytning til Esbjerg, og den 12. september 1975 blev Sløjdhøjskolen i Esbjerg indviet.
Aksel Sørensen, Ribe, og Aksel Erenbjerg, Ringe, var æresmedlemmer af Sløjdforeningen af 1902. I 1978 blev disse æresmedlemsskaber overført til Danmarks Sløjdlærerforening.
Denne Aksel Sørensen må ikke forveksles med den anden sløjdlærer Aksel Sørensen fra København.